# 3335 Quanzhou
3335 Quanzhou è un asteroide della fascia principale. Scoperto nel 1966, presenta un'orbita caratterizzata da un semiasse maggiore pari a 2,6104342 UA e da un'eccentricità di 0,1273871, inclinata di 13,29931° rispetto all'eclittica.